# Jens Bodewalt Lampe
Jens Bodewalt Lampe (Ribe, 8 november 1869 – New York, 26 mei 1929) was een Deens-Amerikaanse componist, dirigent en arrangeur. Hij was een zoon van het echtpaar Christian Lampe (concertmeester en muzikant) en Sophia Lampe. Voor bepaalde composities gebruikte hij het pseudoniem: Ribé Danmark.

## Levensloop
Lampe emigreerde met zijn ouders in 1873 naar de Verenigde Staten en woonde eerst in Saint Paul. Aldaar werd zijn vader Christian al spoedig dirigent van de Great Western Band, een harmonieorkest gevormd uit Europese emigranten, vooral Boheemse emigranten. Jens ontwikkelde zich tot een muzikaal "wonderkind" met name op de viool. Spoedig leerde hij ook de trombone, kornet, klarinet, de piano en andere orkestinstrumenten te bespelen. Op 16-jarige leeftijd werd hij 1ste violist in het Minneapolis Symphony Orchestra, nu: Minnesota Orchestra. Hij studeerde viool bij Frank Danz en kon verder met een studiebeurs vier jaar aan een conservatorium in New York bij Carl Lachmund studeren. Gedurende deze studie huwde hij in 1888 met Josephine H. Lampe. Kort na de geboorte van hun eerste zoon Walter Lee, verhuisde het jonge gezin naar Buffalo. Daar werden verder drie kinderen geboren: Petra M. (1893), Joseph Dell (1895) en Dorothy H. (1897). In deze periode begon Lampe te componeren, richtte een eigen muziekuitgeverij (The Lampe Music Company) op en was dirigent van een dansorkest.
In 1900, een jaar nadat Scott Joplin zijn succesrijke Maple Leaf Rag had gepubliceerd, publiceerde ook Lampe zijn Creole Belles, eveneens een ragtime of cakewalk als een van zijn succesrijkste en bekendste composities. Dit werk werd meer dan 1 miljoen keer verkocht en het werd in 1902 door de John Philip Sousa Militaryband op plaat opgenomen en beleefde talrijke opnames door een lange lijst van jazzbands en ragtime-pianisten tot in de 21e eeuw. Daarom wordt Lampe, met uitzondering van Scott Joplin als een van de belangrijkste componisten van ragtime stukken aan het begin van de 20e eeuw beschouwd.

## Composities

### Werken voor orkest
- 1891 A day with a circus, beschrijvende fantasie voor orkest
- 1903 Dixie girl, karakteristieke Two-Step
- 1905 The glad girl, idyll voor orkest
- 1907 Paddy whack
- 1907 Watermelon club, karakteristieke mars en Two-Step
- 1908 A vision of Salome, beschrijvende fantasie voor kamerorkest
- 1909 Dusty Rag, voor orkest[3]
- 1909 Somaliland, karakteristieke mars en Two-Step
- 1909 The Enterpriser, mars voor kamerorkest
- 1911 Uncle Tom's Cabin (A Dream Picture of the old South), voor kamerorkest
- 1912 Home sweet home the world over, grote fantasie
- 1913 Songs of Scotland, grote selectie van Schotse liederen en dansen voor orkest

### Werken voor harmonieorkest
- 1895 The Buffalo News, mars
- 1900 Creole Belles, ragtime mars
- 1900 Hypatia, ouverture
- 1902 Dreamy eyes, karakteristieke mars en Two-Step
- 1903 Belles of Seville, wals
- 1903 Dixie girl
- 1903 For the flag, mars
- 1904 Yankee Girl, karakteristieke mars en Two-Step
- 1905 Bits of Remick's Hits - Medley Overture (nr. 1)
  1. My Irish Indian
  2. The troubadour
  3. I'm longing for my old Kentucky home
  4. On a summer night
  5. Moonlight
  6. Won't you fondle me
  7. In the shade of the old apple tree
  8. My Hindoo man
  9. Farewell mister Abner Hemmingway
  10. I'm going back, back, back to Baltimore
- 1905 Happy Hein(i)e, karakteristieke mars en Two-Step
- 1906 Paddy Whack, karakteristiek Two-Step
- 1906 The sunny South, selectie van liederen over de plantages in het zuiden van de Verenigde Staten, op. 110
  1. Way Down Upon the Swanee River
  2. Listen to the Mocking Bird
  3. My Old Kentucky Home
  4. Old Black Joe
  5. Dixie
- 1907 Bits of Remick's Hits - Medley Overture nr. 3
- 1907 Watermelon club, mars Two-Step
- 1908 A Georgia sunset, cakewalk
- 1908 A Vision Of Salome, beschrijvende fantasie
- 1908 Happy-go-lucky, Two-Step
- 1908 I'm afraid to come home in the dark, humoreske
- 1909 Daughters of the American Revolution, mars
- 1909 The Enterpriser, mars
- 1909 Bits of Remicks Hits - Medley Overture nr. 6
- 1910 Bits of Remicks Hits - Medley Overture nr. 7
  1. Moving day in jungle town
  2. By the light of the silvery moon
  3. I'm afraid of you
- 1910 By the light of the silvery moon, medley
  1. By the light of the silvery moon
  2. Put on your old grey bonnet
  3. The garden of roses
  4. What's the matter with Father
- 1910 Mr. Rooster, karakteristieke mars en Two-Step
- 1910 Universal peace, mars en Two-Step
- 1910 What's the matter with Father
- 1911 Bits of Remick's hits - Medley Overture nr. 8
- 1911 Oh! You beautiful doll
- 1911 The Dorothy, Three-Step
- 1911 Uncle Tom's Cabin (A Dream Picture of the old South)
- 1911 Winter, een beschrijvende fantasie over het populaire lied "Winter" van Albert Gumble
- 1912 Bits of Remick's Hits - Medley Overture nr. 12
  1. 12 o'clock
  2. The skeleton rag
  3. Oh, you beautiful doll
  4. Somebody else will if you don't
  5. By the light of the jungle moon
- 1912 Hero of the Isthmus, mars en Two-Step - opgedragen aan luitenant-kolonel George Washington Goethals, Chef-Ingenieur van het Panamakanaal
- 1912 Home sweet home the world over, grote fantasie - opgedragen aan John Philip Sousa, in herinnering en waardering van zijn "Around the world' tour"
- 1912 The broadway review - Operatic potpourri nr. 1
- 1913 Bits of Remick's Hits - Medley Overture nr. 13
  1. Oh you silv'ry bells
  2. That old girl of mine
  3. Malinda
  4. You know you won't
  5. I'll get you
  6. Down in dear old New Orleans
  7. My little Persian rose
  8. You're a great big blue eyed baby
  9. Be my little baby bumble bee
  10. Good night Nurse
  11. Finale, that old girl of mine
- 1914 Bits of Remick's Hits - Medley Overture nr. 14
- 1914 Bits of Remick's Hits - Medley Overture nr. 15
- 1915 Bits of Remick's Hits - Medley Overture nr. 16
- 1916 National Defense, mars
- 1918 Camouflage, One-Step
- 1918 Liberty waltz
- 1919 Bits of Remick's Hits - Medley Overture nr. 20 A
- 1921 Bits of Remick's Hits - Medley Overture nr. 21
- Cotton Bowl grand entry
- Orange Bowl grand entry
- Rose Bowl grand entry: The West
- Rose Bowl Grand Entry: The Big Ten
- Sugar Bowl grand entry

### Vocale muziek

#### Liederen
- 1900 A red hot Esmeralda - coon song, voor zangstem en piano[4] - tekst: Howard Carlton
- 1901 Creole Belles, ragtime mars voor zangstem en piano[5] - tekst: George Sidney
- 1902 Dreamy eyes, karakteristiek marslied voor zangstem en piano
- 1904 Yankee girl, voor zangstem en piano - tekst: Florence M. Cooke
- 1907 Songs of the nation, selectie van bekende Amerikaanse liederen voor zangstem en piano
- 1908 Taps, voor zangstem en piano - tekst: James O'Dea
- 1909 My Zulu maid (Far off, where the southern cross in splendor glows), lied voor zangstem en piano - tekst: William McKenna
- 1910 Star songs from the grand operas, voor zangstem en piano
- 1914 Songs of Scotland - 100 most popular Scottish songs, voor zangstem en piano
- 1916 Songs of Ireland - 100 most popular Irish songs, voor zangstem en piano
- 1925 Chicago Charleston, voor zangstem en piano - tekst: Ted Koehler

### Kamermuziek
- 1911 Dixie girl, voor banjo, mandoline en piano
- 1928 Universal favorites, voor viool en piano

### Werken voor piano
- 1900 Creole Belles, ragtime mars[6]
- 1901 The Star dance folio (nr. 1)
- 1903 Dixie girl, karakteristieke mars Two-Step
- 1904 Yankee Girl, karakteristieke mars Two-Step
- 1905 Happy Heine[7]
- 1906 The sunny South, selectie van liederen over de plantages in het zuiden van de Verenigde Staten, op. 110
- 1907 Paddy Whack, karakteristieke mars en Two-Step
- 1907 Watermelon club, karakteristieke mars en Two-Step
- 1907 Yankee dude, ragtime en Two-Step
- 1908 A vision of Salome, beschrijvende fantasie
- 1908 Pig tails, Chinees-Amerikaanse mars en Two-Step
- 1909 Daughters of the American Revolution, mars
- 1908 Star dance folio nr. 8
- 1909 Star dance folio nr. 9
- 1910 Star dance folio nr. 10
- 1911 Selections from the operas
- 1911 Star dance folio nr. 11
- 1912 Hero of the Isthmus, mars en Two-Step
- 1912 Star dance folio nr. 12
- 1912 The turkey trot, ragtime Two-Step
- 1913 Star dance folio nr. 13
- 1914 Star dance folio nr. 14
- 1915 Star dance folio nr. 15
- 1916 Star dance folio nr. 17a
- 1917 Camouflage, One-Step
- 1917 Star dance folio nr. 18a
- 1917 Star dance folio nr. 18b
- 1918 Star dance folio nr. 19a
- 1918 Star dance folio nr. 19b
- 1919 Star dance folio nr. 20a
- 1920 Star dance folio nr. 21
- 1922 Star dance folio nr. 23
- 1923 Star dance folio nr. 24
- 1924 Star dance folio nr. 25